# Накацу-хан

Мон роду Хосокава

Мон роду Оґасавара

Мон роду Окудайра

Накацу-хан (яп. 中津藩, なかつはん) — хан в Японії, у провінції Будзен, регіоні Кюсю.

## Короткі відомості
- Адміністративний центр: містечко Накацу повіту Сімоґе[1] (сучасне місто Накацу префектури Ойта).

- Дохід:

399 000 коку у 1600—1632;
80 000 коку у 1632—1716;
100 000 коку у 1717—1871.
- До 1632 управлявся родом Хосокава, що належав до тодзама і мав статус володаря провінції (国主).

З 1632 року управлявся родом Оґасавара, що був переведений з Тацуно-хан у провінції Харіма. Цей рід належав до фудай і мав статус володаря замку (城主). Голови роду мали право бути присутніми у залі імператорського дзеркала сьоґуна.
З 1717 року управлявся родом Окудайра, що був переведений з Міядзу-хан у провінції Танґо. Цей рід належав до фудай і мав статус володаря замку (城主). Голови роду так само мали право бути присутніми у залі імператорського дзеркала сьоґуна.
- Ліквідований 1871 року.

## Правителі
| № | Ім'я               | Ім'я       | Роки        | Ранг, титул              | Примітки                        |
| - | ------------------ | ---------- | ----------- | ------------------------ | ------------------------------- |
| 1 | Хосокава Тадаокі   | 細川忠興   | 1600 — 1602 | 従三位 左近衛少将 参議   | Старший син Хосокави Фудзітаки  |
| 2 | Хосокава Тадатосі  | 細川忠利   | 1602-1632   | 従四位下 越中守 左権少将 | Третій син Хосокави Тадаокі     |
| 1 | Оґасавара Наґацуґу | 小笠原長次 | 1632 — 1666 | 従五位下 信濃守          | Старший син Оґасавари Таданаґи  |
| 2 | Оґасавара Наґакацу | 小笠原長勝 | 1666 — 1682 | 従五位下 信濃守          | Другий син Оґасавари Наґацуґу   |
| 3 | Оґасавара Наґатане | 小笠原長胤 | 1683 — 1698 | 従五位下 修理大夫        | Старший син Оґасавари Наґаакіри |
| 4 | Оґасавара Наґанобу | 小笠原長円 | 1698 — 1713 | 従五位下 信濃守          | П'ятий син Оґасавари Наґаакіри  |
| 5 | Оґасавара Наґасато | 小笠原長邑 | 1713 — 1716 | —                        | Старший син Оґасавари Наґанобу  |
| 1 | Окудайра Масасіґе  | 奥平昌成   | 1717 — 1746 | 従四位下 大膳大夫        | Другий син Окудайри Масаакіри   |
| 2 | Окудайра Масаацу   | 奥平昌敦   | 1746 — 1758 | 従五位下 大膳大夫        | Другий син Окудайри Масасіґе    |
| 3 | Окудайра Масака    | 奥平昌鹿   | 1758 — 1780 | 従五位下 大膳大夫        | Старший син Окудайри Масаацу    |
| 4 | Окудайра Масао     | 奥平昌男   | 1780 — 1786 | 従五位下 大膳大夫        | Старший син Окудайри Масаки     |
| 5 | Окудайра Масатака  | 奥平昌高   | 1786 — 1826 | 従四位下 大膳大夫        | Другий син Сімадзу Сіґехіде     |
| 6 | Окудайра Масанобу  | 奥平昌暢   | 1825 — 1832 | 従四位下 大膳大夫        | Другий син Окудайри Масаакіри   |
| 7 | Окудайра Масаміті  | 奥平昌猷   | 1833 — 1842 | 従四位下 大膳大夫        | П'ятий син Окудайри Масатаки    |
| 8 | Окудайра Масамото  | 奥平昌服   | 1842 — 1868 | 従五位下 大膳大夫        | Другий син Окудайри Масанобу    |
| 9 | Окудайра Масаюкі   | 奥平昌邁   | 1865 — 1871 | 従五位下 美作守          | Третій син Дате Муненарі        |